# Argentína űrkutatása
Argentína űrkutatása. A második világháborúban nyilvánvalóvá vált, hogy új fegyver, a rakétafegyver térhódítást nyert. A rakéták fejlesztésénél fontosnak tartották, hogy álljon rendelkezésre olyan motor, amely képes rakétát (rakétatest, hajtóanyag, hasznos teher) megbízhatóan mozgatni. A társadalomra jellemző politikai/katonapolitikai instabilitás elsősorban a katonai hordozórakéták fejlesztését tette lehetővé. A fejlesztés az amerikai embargó miatt lassan haladhatott. A kormány felismerte, ha nem tesz megfelelő lépéseket az űrkutatás (egyben katonai felhasználás) irányába, akkor jelentős lemaradással számolhat.

## Történelem
Az Argentin Légierő 1947–1948 között a Műszaki Kutatási Intézet bevonásával kifejlesztett egy folyékony hajtóanyagú motort, hogy elősegítsék a katonai- és polgári rakétafejlesztést. Az AN–1 névre keresztelt motor tolóereje 320 kilogramm, égési ideje 40 másodperc, hajtóanyaga salétromsav és anilin volt. Próbapadon végzett tesztelése sikeres volt. Teófilo Tabanera Melchor mérnök 1949-ben megalapította az Argentin Bolygóközi Szövetséget.
A Szputnyik–1 nagy lelkesedést és érdeklődést váltott ki az űrkutatás irányába.
A kormány 1960. január 28-án létrehozta a Nemzeti Űrkutatási Bizottságot (Comisión Nacional de Investigaciones Espaciales – CNIE), vezetőjének Tabanera mérnököt kinevezve. Tabanera megalapította a polgári Comisión Nacional de Actividades Espaciales (CONAE) szervezetet, amelynek első elnöke lett. Az Instituto de Investigaciones katonai Aeronáuticasy Espaciales Córdoba szervezetekkel kifejlesztették az argentin hordozórakétát. 
Tabanera 1961 elején Buenos Airesben űrkutatási konferenciát szervezett, ami felkeltette Latin-Amerika nemzeteinek érdeklődést a világűrkutatás iránt.
Argentína kormánya 1961-ben elindította űrprogramját, hogy az Amerikai Egyesült Államok, Szovjetunió, Franciaország, Kanada és Nagy-Britannia után 6. nemzet legyen, aki önálló űrobjektumot juttat a világűrbe. A Pampa de Achala (Córdoba) katonai bázisról, 2170 méter tengerszint feletti magasságból 1961. február 2-án sikeresen elindították az első Alpha Centauri (APEX A1–02) felső légkör kutató rakétát. Az eredményes repülés nagy siker volt Latin-Amerikában. Brazília után a második Latin-amerikai ország, aki önerőből képes volt rakétát indítani. Hirtelen megindult a diákok, a technikusok, a mérnökök, a tudósok érdeklődése a világűr kutatása iránt. Tabanera a Polgári Űrkutatási- és Technológiai Intézet (ICTE) vezetőjeként 1963-1971 között oktatási, képzési programot szervezett az űrkutatásban tevékenykedő személyzetek felkészítésére. Ellenőrzése alá kerültek az űrtechnikai anyagok gyártása, valamint az űrkutatási programok tervezése. Rakétaszondákkal segítették a jégesők erejének csökkentését, amivel több millió dolláros károkat előztek meg.
ACentauri program keretében elvégezték az első biológiai kísérleteket. Az indított rakéták fedélzetén két kis patkányt  helyeztek el, 8000 méter magasságból a kapszula ejtőernyős leereszkedési módszerrel visszatért. Oroszország, az USA és Franciaország után a negyedik nemzet lett, aki élőlényeket küldött a világűrbe.
Amerika és a Szovjetunió után 1965. február 15-én harmadik nemzetként az Antarktiszon végeztek több rakéta- és ballon kísérletet. A Centauri program alatt megszerzett tapasztalatok feldolgozásával 1965-től az Orion-programmal folytatták a rakéta fejlesztést.
Új rakétaindító bázist kezdtek alkalmazni, Mar Chiquita területén. Az indítóállás 100 méterrel van a Dél-Atlanti-óceán partjától.
A Beta Centauro és a Gamma Centauro után 1967. december 17-én indították a harmadik két fokozatú rakétát, a Rigel R–01 9 perc alatt 295 kilométeres magasságba repült. A Canopus–2 keretében folytatták a rakétafejlesztési programot, kiegészítve a biológiai kísérletekkel. Egy Rigel R–04 rakétával, egy kétéves John névre keresztelt majmot, súlya 14 kilogramm, magassága 30 centiméter emeltek 60 kilométeres magasságba. A fellőtt majom életfeltételeit biztosítva, különböző orvosi méréseket (elektrokardiogram, testhőmérséklet, egyensúly) végeztek. A mért adatokat telemetriai berendezés segítségével a földi vevőállomásra továbbították. A kapszula ejtőernyős leereszkedéssel sikeresen visszatért. További rakéta fejlesztés eredménye a Castor rakéta. A két fokozatú rakéta 280 kilogramm tömege mellett 75 kilogramm hasznos teher (fényképészeti eszközök) szállítását biztosított. A tesztrepülés eredményeként a rakéta 500 kilométer magasságába repült, ami történelmi rekord Latin–Amerikában.
A nemzeti kormány 1991. május 28-án létrehozott egy polgári szervezetet a világűr békés felhasználásának kutatására (Nemzeti Űrkutatási Bizottság – CONAE). Legfőbb feladata az űrkutatás fejlődésének elősegítése érdekében összefogni az Intézményi és polgári termelő (űripari) szervezeteket (több mint 80 egyetem, hatóságok, testületek és vállalatok). Meghatározza a nemzeti űrprogram tematikus tevékenységét, a célok teljesítésének határidejét. CONAE képviseli a kormányt a nemzetközi szervezetekben, folyamatosan építi a nemzetközi kapcsolatokat. 1994-ben kidolgozták az 1995-2006 közötti űrkutatási programot.
1996-ban indult az első, profi tartalommal rendelkező SAC program, aminek célja: minél több információt szerezni a nemzeti területekről, elősegíteni a szárazföldi- és tengeri tevékenységeket, hidrológiai, geológiai, éghajlati, környezeti megfigyelések végzése, a természeti erőforrások feltérképezése . Több mint 80 egyetem, hatóságok, szervek és vállalatok vettek részt a programban. A műholdképeket széles körben, így felhasználták az oktatások elősegítésére. A kormány költségvetési hiányra hivatkozva elutasította a NASA ajánlatát, hogy csatlakozzanak a  Nemzetközi Űrállomás (ISS) programjához. A kormány 2012 novemberében elfogadta a CONAE 2015-ig tartó program javaslatát. A program célja, hogy javítsa az ország űrtechnológia és a kutatásokat békés és jótékony célra történő felhasználását.

## Rakéták
- Tronador–2 hordozórakéta

## Műholdak
- Lusat–1 az első argentin műhold, rádióamatőr műhold,
- MuSat–1 teszt műhold, különböző építőanyagok tesztelése mikrogravitációs környezetben,
- SAC program, az első profi argentin űrkutatási tevékenység (SAC–B; SAC–A; SAC–C; SAC–D, SAC–E),
- PehuenSat–1 rádió amatőrök kapcsolatát elősegítő nanoűreszköz,
- Nahuel 1A kommunikációs műhold,
- CubeBug–1, CubeBug–2 amatőr rádiózást segítő űreszköz,